# Kerkradio via de ether
Kerkradio via de ether is in Nederland een van de twee meest gebruikte vormen van kerkradio als vervanging van de kerktelefoon.

## Eigenschappen
Het uitzenden van kerkdiensten via de ether is een gemakkelijke en relatief goedkope oplossing, die snel kan worden gerealiseerd. De beheer- en onderhoudskosten van dit systeem zijn laag; ze bestaan voornamelijk uit de jaarlijkse kosten voor de zendvergunning. Dankzij moderne compressietechnieken wordt een goede geluidskwaliteit behaald. Door de draadloze toepassing kan op elke plaats naar de dienst geluisterd kan worden.
Sommige systemen zijn zo ontworpen dat bij de aanvang van de dienst door het inschakelen van de geluidsinstallatie van de kerk de ontvangers bij de mensen thuis vanzelf inschakelen.

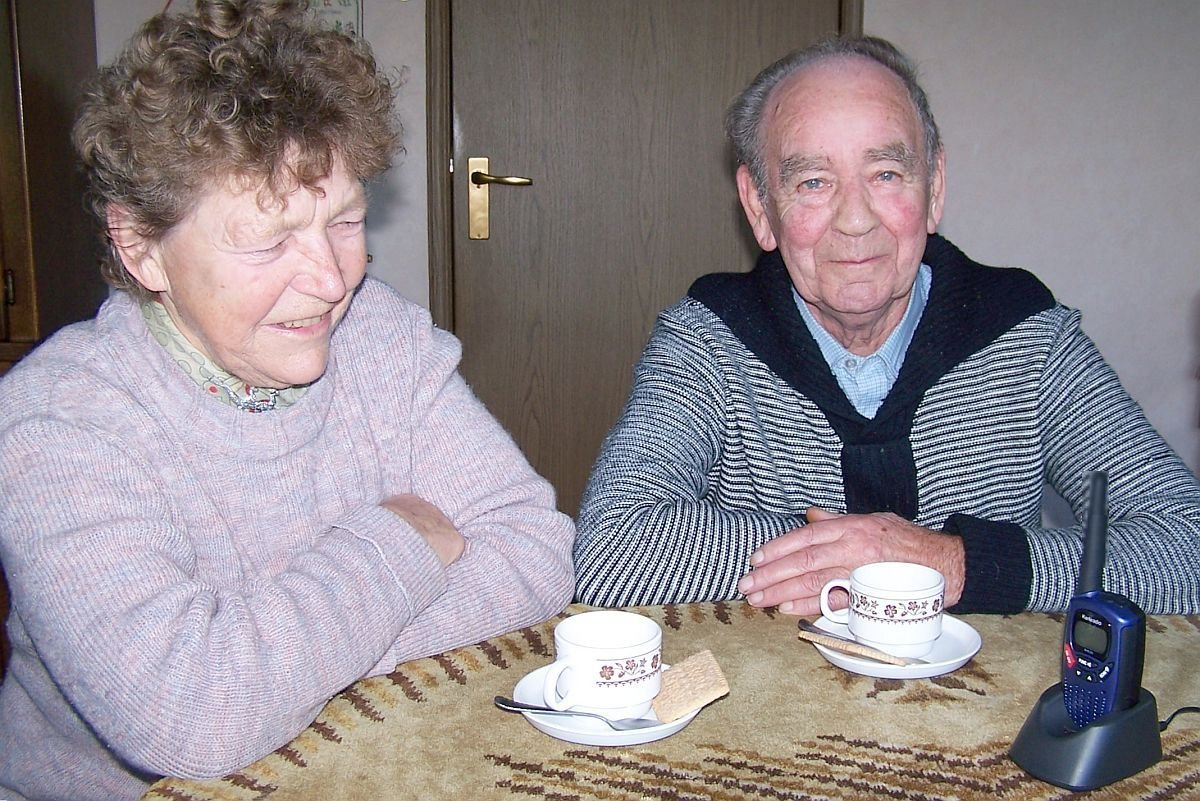
Kerkradioluisteraars thuis

Bij het Agentschap Telecom zijn ruim 450 vergunningen voor kerkradio via de ether geregistreerd met in totaal ongeveer 25.000 luisteraars. Het aantal luisteraars via de ether is zelfs groter dan het aantal kerkradioluisteraars via een (inbel-)internetsysteem. Een beperkt aantal kerken werkt nog steeds met het oude KPN kerktelefoonsysteem, en een deel met een systeem via de "kabel". Doordat er al veel kerken draadloos uitzenden, is er overal in Nederland wel een kerk te ontvangen op zaterdagavond of op zondag.
Er zijn in Nederland maar drie fabrikanten die speciale kerkradio-ontvangers en -zenders leveren. Dat zijn Rivendel Electronics in Borne, Wesotronic in Barendrecht en Nunspeet, en Orbitron in Zwijndrecht. Men zou ook eventueel met een gewone scanner naar de uitzendingen kunnen luisteren, maar de geluidskwaliteit kan dan minder goed zijn. Ook is de bediening van een scanner complexer dan die van een standaard ontvanger, hetgeen bij praktisch gebruik op problemen kan stuiten.

## Werking
Op 4 februari 2005 is een frequentie rond 150 MHz (het inmiddels niet meer gebruikte ATF-1 netwerk) vrijgegeven voor het gebruik van kerkradio. In deze banden zijn 74 frequenties (kanalen) beschikbaar gesteld op een onderlinge afstand (raster) van 25 kHz. Er wordt met smalbandige FM-modulatie uitgezonden; de maximale bandbreedte is 17 kHz.
Er wordt gebruikgemaakt van twee frequentiebanden; de lage band loopt van 148,0125 tot 149,0875 MHz en de hoge band van 153,0125 tot 153,6875 MHz. Een vergunning om van dit systeem gebruik te mogen maken moet bij het Agentschap Telecom aangevraagd worden.
Afhankelijk van de hoogte van de zendantenne (40 of 10 meter) worden zendvermogens toegestaan van 1 tot 10 watterp.
De rastergrootte waarop de vergunningen worden verleend is 30 km.
De afgegeven zendvergunning mag alleen gebruikt worden voor het uitzenden van de kerkdienst en dus niet voor het uitzenden van bijvoorbeeld een uitzending van de ziekenomroep of een zangvereniging. De vergunningsregeling valt hiermee buiten de omroep-wetgeving, en dat wil men ook zo houden.

## Zendbereik
In de praktijk is binnenshuis goede ontvangst mogelijk tussen de 3 tot 8 km (in vogelvlucht gezien) van de kerk, grotere afstanden worden behaald indien de kerk een echt hoge toren heeft (meer dan 25 meter) en indien er zich in de lijn tussen kerk en luisteraar geen grote gebouwen of obstakels bevinden.
Voor de veraf gelegen luisteraars is het met het plaatsen van een buitenantenne (bijvoorbeeld: 4 elements yagi; 9 dB versterking) altijd mogelijk om een goede en stabiele ontvangst te realiseren tot op ca. 15 tot 20 km afstand. Ook voor de luisteraars die precies op de rand van goede ontvangst zitten, is met behulp van een buitenantenne een prima ontvangst mogelijk.